# منصات اعتراض الإشارات بحسب الدولة

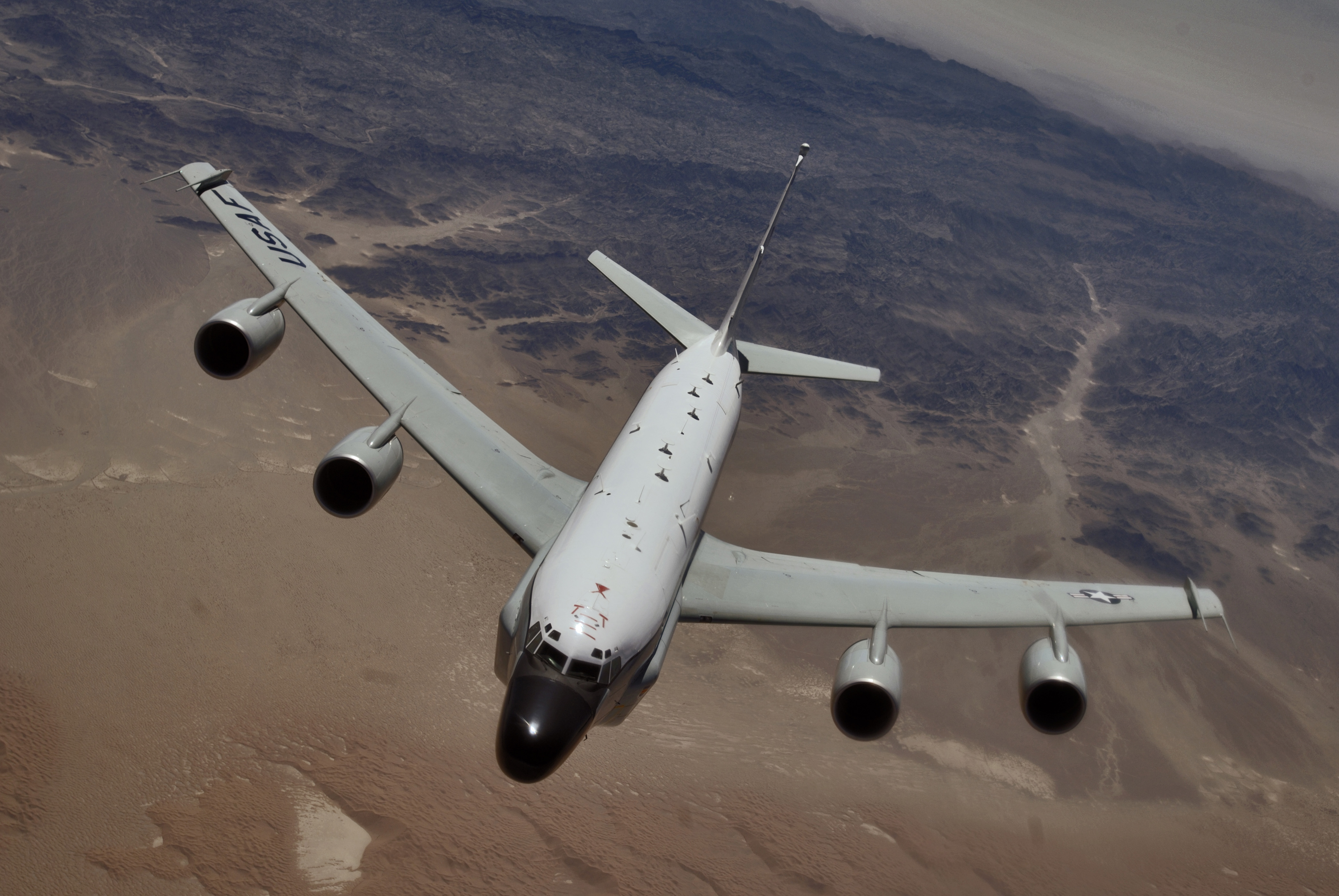
طائرة تابعة لسلاح الجو الأمريكي من طراز بوينغ RC-135 في رحلة

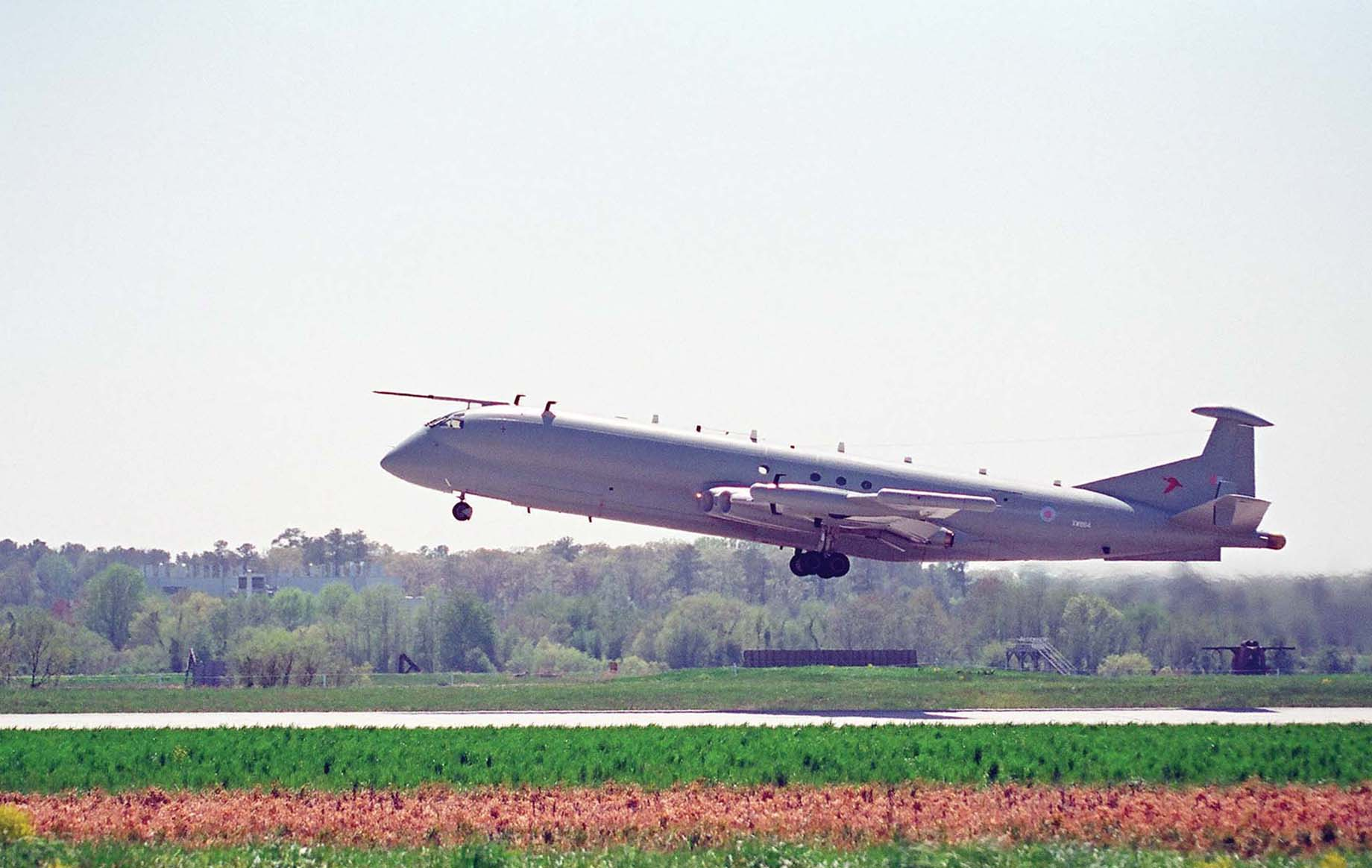
سلاح الجو الملكي هوكر سايدلي نمرود

تستخدم وكالات الاستخبارات في دول العالم منصات وقواعد لاعتراض الإشارات وتحليلها، تجمع هذه المنصات المعلومات الاستخباراتية من خلال اعتراض الإشارات بين الأشخاص أو بين وسائل الاتصال الإلكتروني. تكون هذه المعلومات مشفرة غالبًا نظرًا لحساسيتها وأهميتها، ولذلك لا بد من فك الشيفرات وتحليل المعلومات المرمزة. ومع ذلك، تشكل الإشارات التي تعترضها منصات الاستخبارات معلومات قيمة جدًا حتى في حال تعذَّر فك تشفيرها بشكل مبدئي.

## المنصات الأرضية
قد يكون من الصعوبة بمكان وضع تعريف واضح لمنصات اعتراض الإشارات، أو تحديد الفرق بينها وبين العديد من المرافق الأخرى التي تحتوي على معدات وأجهزة لاعتراض الإشارات وتحليلها.
كانت المنصات الأرضية أول محطات اعتراض الإشارات المعروفة، وقد ظهرت المحطات التكتيكية الأولى منذ الحرب العالمية الأولى، وبدأت أعدادها تتزايد بشكل كبير مع التوترات التي شهدها العالم قبل اندلاع الحرب العالمية الثانية. ويمكننا القول إن أول أساليب اعتراض الإشارات والرسائل التي استخدمت خلال الحرب العالمية الأولى تمثلت ببساطة باصطياد الحمام الزاجل الذي يحمل الرسائل وقراءة هذه الرسائل وتحليلها. ومن الأساليب التي استخدمت خلال الحرب العالمية الأولى وأعيد استخدامها خلال الحرب الكورية، اعتراض التوصيلات السلكية للهواتف التي تكون موجودة عادة ضمن التضاريس الأرضية المختلفة.
أما اعتراض الاتصالات عبر الأقمار الصناعية، فيتم عبر لواقط هوائية كبيرة موجودة على الأرض، ومع ذلك يمكن للواقط الموجودة على الطائرات والسفن اعتراض اتصالات الأقمار الصناعية في حالات معينة. يتطلب اعتراض إشارات الأقمار الصناعية أن تكون اللواقط الهوائية موجودة في موقع مفتوح مع ارتفاع وزاوية انحراف ملائمة.

### أستراليا
تمتلك أستراليا منصة أرضية لاعتراض الإشارات تقع شرق شمال غيرالدتون في غربي أستراليا. بنيت هذه المنشأة في أوائل التسعينيات، وكان يديرها في الأصل عناصر من وزارة الدفاع الأسترالية، وعُززت لاحقًا بعناصر من استخبارات المملكة المتحدة كانوا يعملون مسبقًا في هونغ كونغ. وفي عام 2007، وقعت أستراليا مذكرة تفاهم مع الولايات المتحدة تنص على تعزيز التعاون في مجال الاستخبارت، بما في ذلك تطوير وتوسيع منصات اعتراض الإشارات، فزودت هذه المنشأة في عام 2010 بأربع أجهزة راديو كبيرة مع لواقط هوائية يصل قطرها لنحو 25 مترًا لرصد واعتراض الإشارات والاتصالات الصوتية، بالإضافة لرادار بحجم 15 مترًا و 7 لواقط صغيرة تمثل مجموعة من الصحون الهوائية ضيقة النطاق من الجيل المتطور من شبكات الاتصالات عبر الأقمار الصناعية، وتتميز بأنها فائقة التردد وتتيح اتصالات آمنة في جميع الأحوال الجوية وجميع التضاريس. تُستخدم هذه الشبكة بشكل مشترك بين إدارة الإشارات الأسترالية والولايات المتحدة الأمريكية.

### كوبا
بما أن كوبا كانت حليفًا تقليديًا للاتحاد السوفييتي، فقد عملت الدولتان على تطوير قدرات كوبا في مجال اعتراض الإشارات، بما في ذلك صناعة المعدات والأجهزة اللازمة للقيام بهذه المهام، فضلًا عن وجود محطات تنصت تديرها الصين على أراضي كوبا. أُنشئت إدارة الحرب الإلكترونية المضادة في كوبا عام 1997، وهي تتتبع لوزارة الاستخبارات الكوبية، وكانت كوبا قد أنشأت قسم مكافحة الحرب الإلكترونية في عام 1992 ، بالإضافة لوكالة الاستخبارات الوطنية المسؤولة عن إدارة الحرب الإلكترونية واعتراض الإشارات وتحليلها.
شغّلت روسيا والصين محطات منصات اعتراض أرضية في كوبا في أوقات مختلفة من القرن الماضي. أغلقت روسيا منصة لوردز للتنصت في عام 2001، وهي أكثر منصات اعتراض الإشارات الروسية شهرة وأهمية في كوبا، ومع ذلك، ما زالت روسيا تحتفظ بعدد من المنصات الأرضية في كوبا، بالإضافة لمنصتين تديرهما الصين. تركز هذه المنصات بشكل أساسي على اعتراض الاتصالات العسكرية الأمريكية.

### فرنسا
يدير القسم الفني لخدمات التجسس الفرنسية محطة رئيسية لاعتراض الإشارات اللاسلكية والفضائية في بوردو جنوب غرب فرنسا. يتضمن هذا الموقع 11 لاقطًا هوائيًا ضخمًا على الأقل، سبعة منها موجهة إلى الأقمار الصناعية الأطلسية. تتمتع هذه اللواقط بقدرات كبيرة ومدى واسع، بالإضافة لتقارير عن محطات تنصت في غويانا الفرنسية ومايوت. بدأت شركة تالس العمل على بناء عدة محطات للتشويش الإلكتروني واعتراض الإشارات عام 2004، ودخلت هذه المحطات الخدمة عام 2007.

### نيوزيلندا
أنشأت نيوزيلندا سبع محطات اعتراض لاسلكية خلال الحرب العالمية الثانية لدعم المجهود الحربي البريطاني الأمريكي ضد اليابان. رُبطت هذه المحطات السبعة ومقر الاستخبارات في ولنغتون بمركز تحليل الحلفاء الموجود في أستراليا، وفي عام 1949، أنشأت البحرية الملكية النيوزيلندية محطة دائمة لاستقبال واعتراض الإشارات اللاسلكية، واستمر العمل فيها لمدة ثلاثة وثلاثين عامًا حتى أُغلقت أخيرًا عام 1982. أُنشئت منظمة الإشارات المشتركة النيوزيلندية لجمع المعلومات الاستخباراتية في 15 فبراير 1955، وشغلت هذه المنظمة عددًا من المحطات بين أعوام 1955 – 1974، وكانت تدير محطة اعتراض سرية في سنغافورة بشكل مشترك مع بريطانيا وأستراليا. استُخدمت هذه المحطة -وفقًا للباحث والصحفي نيكي هاغر- لدعم العمليات العسكرية البريطانية والأمريكية في جنوب شرق آسيا لاحقًا.
امتلكت نيوزيلندا اعتبارًا من عام 2013 محطتين لاعتراض الإشارات وتحليلها، تُشغّل هاتان المحطتان حاليًا بواسطة مكتب أمن الاتصالات الحكومية، وهو خليفة وكالة استخبارات الإشارات الرئيسية في نيوزيلندا التي تأسست عام 1977. نيوزيلندا عضو في اتفاقية مكونة من خمس دول هي المملكة المتحدة والولايات المتحدة وكندا وأستراليا، وقد جمعت نيوزيلندا وحللت الاتصالات اللاسلكية ذات التردد المنخفض واتصالات الأقمار الصناعية الدولية في منطقة جنوب المحيط الهادئ. اعترضت منصات التجسس الأرضية النيوزيلندية في الماضي مجموعة واسعة من الاتصالات الإلكترونية الأجنبية، بما في ذلك الكابلات الدبلوماسية اليابانية، والأنشطة العسكرية الفرنسية، واختبارات الأسلحة النووية في جنوب المحيط الهادئ، والمناورات العسكرية لدول المحيط الهادئ، والاتفاقيات التجارية مع الاتحاد السوفيتي، واتصالات السفن الروسية - السوفييتية في المنطقة، وقواعد الأبحاث في القارة القطبية الجنوبية.

### روسيا
تمتلك روسيا عددًا كبيرًا من محطات التنصت على الأراضي الروسية، أما في ما يتعلق بالمحطات الخارجية؛ فقد أغلقت روسيا محطات التنصت الأرضية الرئيسية في كوبا وفيتنام، ولكنها ما تزال تشغل عددًا من المحطات في قاعدة رأس كارما الجوية العسكرية بالقرب من قادوب في جزيرة سقطرى في اليمن، وهناك خطط لإعادة فتح محطة تنصت غير نشطة في رامونا بكوريا الشمالية.

### تركيا
بعد محاولات الانقلاب الفاشلة ضد الحكومة التركية، عُززت أنظمة المراقبة والتجسس الإلكترونية في هيئة الأركان العامة التابعة للجيش التركي، وفي وكالة الاستخبارات التركية الوطنية.

### المملكة المتحدة
ادعى الصحفي دنكان كامبل أن محطة أيوس نيكولاوس في قبرص هي عبارة عن محطة تنصت بريطانية تهدف لاعتراض الإشارات اللاسلكية وتحليلها.

### الولايات المتحدة
تمتلك الولايات المتحدة الأمريكية العديد من محطات التنصت الأرضية لاعتراض الإشارات وتحليلها في مختلف أنحاء العالم. تدير هذه المحطات وكالة الأمن القومي ووكالة الاستخبارات المركزية وغيرها من الهيئات المعنية.